# Agrodiaetus sheljuzhkoi
Agrodiaetus sheljuzhkoi är en fjärilsart som beskrevs av Forster 1960. Agrodiaetus sheljuzhkoi ingår i släktet Agrodiaetus och familjen juvelvingar. Inga underarter finns listade i Catalogue of Life.